# ديفيد باسكين
ديفيد باسكين (بالإنجليزية: David Baskin)‏ طبيب أعصاب يعمل حاليا في مستشفى هيوستن ميثوديست كنائب رئيس قسم جراحة المخ والأعصاب، وهو مدير لبرنامج التدريب، ومدير مركز كينيث آر بيك للدماغ وورم الغدة النخامية، وهو أيضا أستاذ جراحة المخ والأعصاب في كلية طب ويل كورنيل في جامعة كورنيل.

## تعليمه
حصل باسكين على درجة البكالوريوس من كلية سوارثمور مع مرتبة الشرف، كما حصل على درجة طبية من كلية الطب في جبل سيناء. أكمل إقامته في جراحة المخ والأعصاب في جامعة كاليفورنيا (سان فرانسيسكو).

## عمله
كان باسكن أستاذاً مساعداً للجراحة العصبية في كلية بايلور للطب من 1994 إلى 2005، وعندما بدأ العمل في الميثودية. قضى 21 عاما عمل في بايلور. وقد حصل على جائزة الأكاديمية الأمريكية لجراحة المخ والأعصاب، بالإضافة إلى زمالة سميث وكلين وفرنسيه من الكلية الأمريكية للجراحين وجائزة واكيمان للأبحاث العلمية وجائزة الخريجين المتميزين من كلية الطب في سيناء. تم انتخابه لجمعية جراحي الأعصاب في عام 2000. في عام 2011، نشر تجربة سريرية في مجلة الأورام السريرية بشأن فعالية نوع من العلاج الجيني لورم خبيث، وخلصت هذه التجربة إلى أن العلاج آمن وأن اتجاهات البقاء على قيد الحياة كانت «مشجعة». أصبح مدير مركز بيك عند إنشائه في عام 2013، والذي كان نتيجة تبرع 10 ملايين دولار من كينيث بيك، وهو مسؤول عن النفط في هيوستن. في عام 2014، أجرى باسكين وفريقه بحوثا حول استخدام النانوسيرينجيس لعلاج ورم أرومي دبقي متعدد الأشكال عن طريق ملئها بالمخدرات المضادة للسرطان وإطلاقها في مجرى الدم.

## جدل حول الثيميروسال
أجرى باسكن أبحاثا على الخلايا العصبية البشرية والخلايا الليفية اليافعة حيث قام بتعريضها لمستويات منخفضة من الثيميروسال، وخلص إلى أن الثيميروسال يسبب تلف للحمض النووي، فضلا عن موت الخلايا المبرمج الذي يعتمد على كاسباس 3 (caspase-3). وقد تم تمويل بعض هذه الأبحاث. بالإضافة إلى ذلك، شهد باسكن أمام لجنة الإصلاح الحكومي أن إيثيل الزئبق ربما يكون أكثر سمية من ميثيل الزئبق، قائلا: «معظم المركبات الكيميائية من عائلة الإيثيل تخترق الخلايا بشكل أقوى من الميثيل». كما أجرى أبحاثا تبين أن خلايا الأطفال المصابين بالتوحد أكثر حساسية للسموم البيئية.

## وصلات خارجية
- David Baskin at جوجل سكولار